# Georg von Bismarck

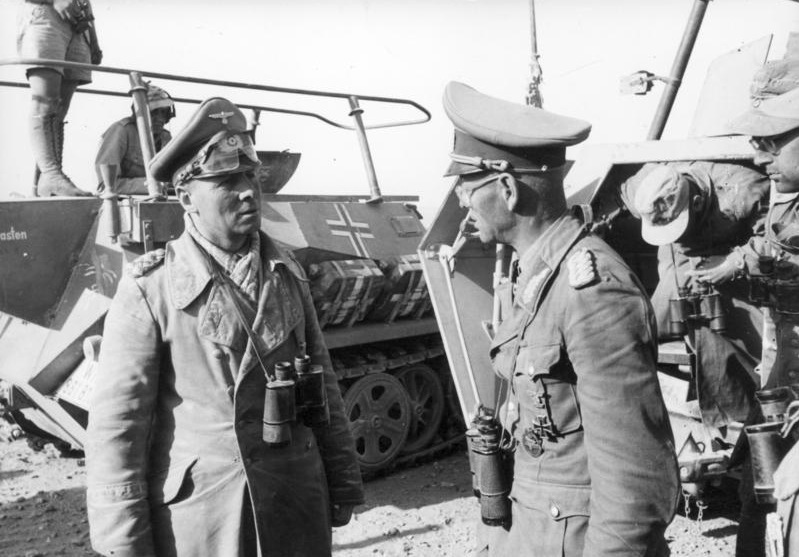
Georg von Bismarck (rechts) etwa zwei Monate vor seinem Tod im Gespräch mit Erwin Rommel

Georg von Bismarck (* 15. Februar 1891 in Neumühl bei Küstrin in der Neumark; † 31. August 1942 in El Alamein, Ägypten) war Generalmajor und Divisionskommandeur der 21. Panzer-Division im Afrikafeldzug.

## Leben
Georg von Bismarck war der Sohn von Klaus von Bismarck (1851–1923), königlich-preußischen Staatsforstmeister, und von Dorothee Sophie Wally Witte (1859–1951). Nach seiner Schulzeit trat Bismarck 1910 als Fahnenjunker in das 2. Schlesische Jäger-Bataillon Nr. 6 in Oels/Schlesien ein. Im Ersten Weltkrieg war er zunächst als Leutnant, später als Oberleutnant und Adjutant im Fronteinsatz, bis Juli 1916 an der Westfront, dann an der Karpathenfront, anschließend an der Südfront bei Isonzo und schließlich erneut 1917/18 an der Westfront.
Seit 1919 gehörte Bismarck der Reichswehr an. In die Wehrmacht übernommen, wurde er 1938 zum Oberst befördert und zum Kommandeur des Kavallerie-Schützen-Regiments 7 in Gera ernannt. Dieses Regiment wurde am 28. Februar 1940 zum Schützen-Regiment 7 umbenannt.
Im Zweiten Weltkrieg stand Bismarck erneut an der Front, im September 1939 nahm er mit seinem Regiment am Überfall auf Polen teil, 1940 an der Westfront (Durchbruch der Maginot-Linie), 1941 war er Brigadekommandeur, später vertretungsweise Kommandeur der 20. Panzer-Division an der Ostfront. Im Januar 1942 wurde er zum deutschen Afrikakorps nach Italienisch-Libyen versetzt und zum Kommandeur der 21. Panzer-Division ernannt. Diese unterstand der Panzerarmee Afrika, die von Generalfeldmarschall Rommel kommandiert wurde. Am 1. April 1942 wurde er zum Generalmajor befördert. Bismarck wurde in der Nacht vom 30. auf den 31. August 1942 im Zuge der Schlacht von Alam Halfa, in der die Achsenmächte ihre entscheidende Offensive auf ägyptischem Boden starteten, durch einen Luftangriff der Royal Air Force getötet. Nach seinem Tode wurde er posthum zum Generalleutnant befördert.
Bismarck heiratete 1921 in Berlin Margarete Annalene Else von Webern (1893–1925), in 2. Ehe 1929 Marie-Luise „Marly“ Wollf (* 1908). Aus jeder der beiden Ehen stammte je ein Sohn, Jürgen Klaus Milo von Bismarck (1925–2003), Oberstleutnant und CDU-Ratsherr, und Wolf-Rüdiger von Bismarck.

## Auszeichnungen
- Eisernes Kreuz (1914) II. und I. Klasse[1]
- Ritterkreuz des Königlichen Hausordens von Hohenzollern mit Schwertern[1]
- Bayerischer Militärverdienstorden IV. Klasse mit Schwertern[1]
- Ritterkreuz des Militär-Karl-Friedrich-Verdienstordens[1]
- Hanseatenkreuz Hamburg[1]
- Österreichisches Militärverdienstkreuz III. Klasse mit der Kriegsdekoration[1]
- Spange zum Eisernen Kreuz II. und I. Klasse
- Ritterkreuz des Eisernen Kreuzes am 29. September 1940[2]